# Clemens Steindl

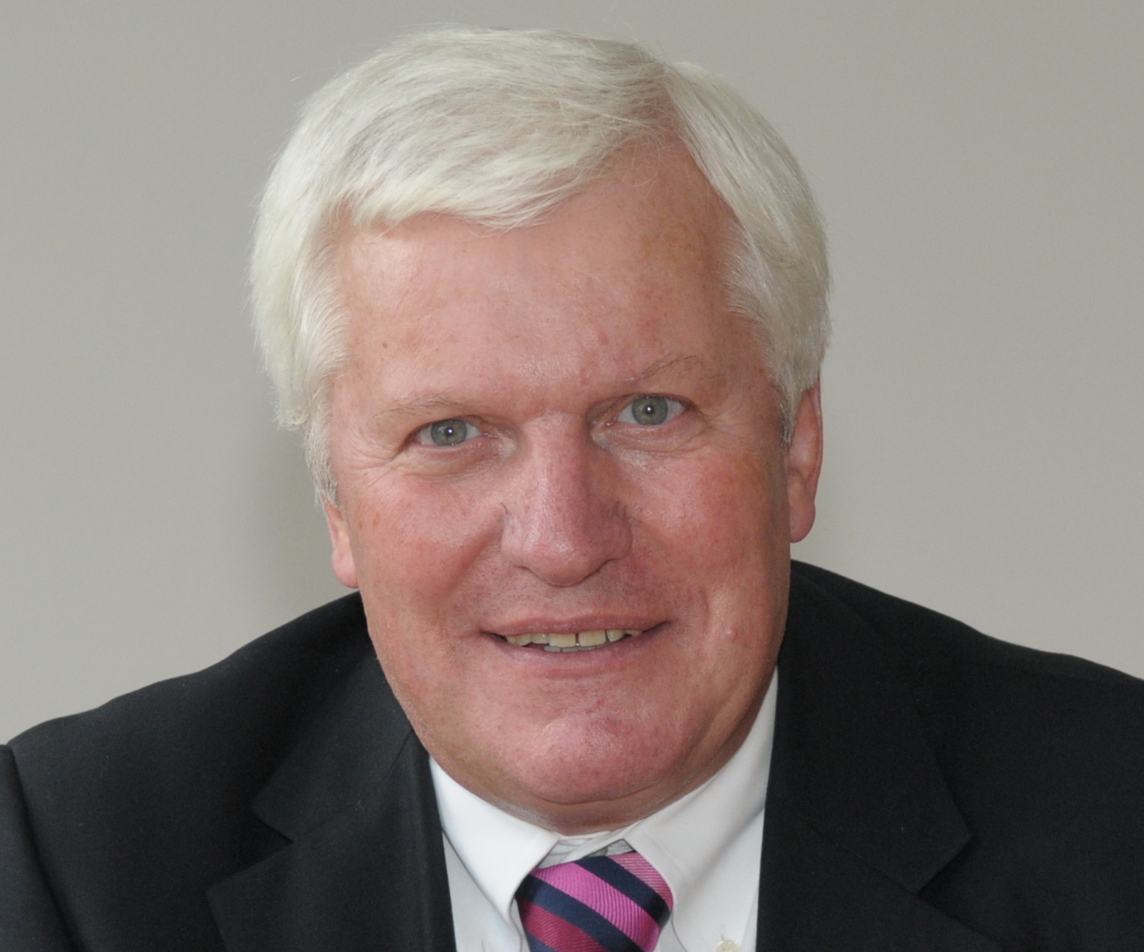
Clemens Steindl im Oktober 2008

Clemens Steindl (* 27. Mai 1944 in Ober-Grafendorf, Niederösterreich) ist ein österreichischer Pädagoge.
Er leitete von 1993 bis 1997 die Volksbankenakademie und war nach seiner Pensionierung von 2008 bis 2011 Präsident des Katholischen Familienverbandes Österreichs. Während seiner Funktionsperiode bewarb er sich 2010 bei der Wahl zum ORF-Publikumsrat und verfehlte mit 75.532 den Einzug in dieses Gremium um 142 Stimmen.

## Leben
Nach seiner Schulausbildung am Stiftsgymnasium Melk studierte er an der Universität Wien. Seit 1966 ist er Mitglied der katholischen Studentenverbindung KaV Norica Wien. 1971 promovierte er zum Dr. phil. Danach war Steindl im Bankensektor in Köln, Bonn und Mainz tätig. 1982 kehrte Steindl als Büroleiter von Alois Mock wieder nach Österreich zurück. Diese Funktion hatte er bis zum Jahr 1991 inne. Danach holte ihn der niederösterreichische Landeshauptmann Siegfried Ludwig als Abteilungsleiter für Politik und Bildung in die Landesparteileitung der niederösterreichischen ÖVP. Von 1993 bis 2007 war Steindl als Geschäftsführer der Volksbankenakademie in Wien in der Erwachsenenaus- und -weiterbildung tätig. 
Am 4. Oktober 2008 wurde er Präsident des Familienverbandes. Am 6. Juli 2011 trat Steindl aufgrund fehlender Unterstützung für seine Wiederwahl mit sofortiger Wirkung zurück: „Offenkundig gibt es in der Wahlkommission, bestehend aus den Vorsitzenden der neun diözesanen Familienverbände, keine Mehrheit für diese Form der wirkungsvollen Öffentlichkeitsarbeit und keine Zustimmung für eine Fortsetzung dieser Arbeit“, so Steindl zur Kathpress. Im November 2011 wurde Alfred Trendl als Steindls Nachfolger gewählt.
Steindl ist verheiratet mit Gertraude Steindl, frühere Generalsekretärin und jetzige Präsidentin des Vereins Aktion Leben Österreich. Sie haben zwei Kinder.

## Sonstige Aktivitäten
- 1992 bis 1999 Gemeinderat in Perchtoldsdorf
- 1988 bis 1998 Elternvereinsobmann am Bundesgymnasium und Bundesrealgymnasium Perchtoldsdorf
- 2005/2006 Lehrauftrag an Fachhochschule Wiener Neustadt

## Auszeichnungen
- 1991 Leopold-Kunschak-Preis
- 2005 Berufstitel Professor
- 2009 Goldenes Ehrenzeichen für Verdienste um das Bundesland Niederösterreich